# Sang en Goorkens
Sang en Goorkens, ook bekend als Sangbroek en Goorkens, is de naam van een uitgestrekte beekdalzone ten oosten van Mierlo die in bezit zijn van Staatsbosbeheer. De terreinen liggen in de Nederlandse gemeenten Geldrop-Mierlo en Someren en ze beslaan een oppervlakte van 122 ha.
De gebieden komen voor onder de benamingen Broekkamp, Sang en Goorkens en ze zijn gelegen langs de Goorloop, de Overakkerse Loop en de Vleutloop die hier hun brongebied hebben.
Het gebied vormt van nature een grote laagte en een kwelbekken te midden van een aantal hoge zandgebieden (zoals de Lieropse Heide en de Gebergten) zodoende ontvangt het gebied veel kalkrijke kwel, hetgeen gunstig is voor een gevarieerde flora. Omdat een groot deel van die gebieden goed beschermd is, is de aanvoer van schoon kwelwater naar het Sang en omgeving ook op lange termijn redelijk goed verzekerd.

## Geschiedenis
Het Sang -eigenlijk de naam voor enkele van de meest afgelegen bospercelen- is sinds 1987 een wetenschappelijk bosreservaat van 15 ha. Op deze plaats bestond het bos al vóór 1800.
Historisch gezien behoorden de meeste gebieden tot de zogenaamde Groene Gemeynt. Het waren natte gemeenschappelijke gronden. In 1292 werden de gemeenterechten van deze gronden aan de bewoners van Mierlo en Lierop uitgegeven door Jan I van Brabant en nog steeds loopt de gemeentegrens erdoorheen. De Groene Gemeynt werd gebruikt om turf te steken, te hooien en vee te weiden. Het turf steken duurde tot in de Tweede Wereldoorlog. Door de vervening daalde het maaiveld en om de vernatting tegen te gaan werd in 1911 de Vleutloop uitgediept. Van 1974-1978 vond een ruilverkaveling plaats, waarbij beken werden gekanaliseerd en het grondwaterpeil verlaagd. Dit leidde tot gedeeltelijke mineralisatie van het veen en tot verruiging.
Het betreft een afwisselend en kleinschalig voormalig cultuurgebied met elzenbroekbossen, schraalgraslanden, elzenhakhout, populierenaanplant en, op wat drogere delen, eikenbos. Doordat in de jaren 30 van de 20e eeuw bossen op rabatten werden aangelegd, trad verdroging op, maar niettemin werd tot in de jaren 40 van de 20e eeuw nog turf gestoken en klot gewonnen, waarvan diverse klot- en veenputten nog getuigen.

## Beheer
Het elzenhakhout werd vroeger benut voor allerlei toepassingen, maar tegenwoordig laat men de hakhoutstobben uitgegroeid en verwilderen. Tegenwoordig tracht men de verdroging tegen te gaan door aanpassen van de waterhuishouding. Dat gaat maar langzaam, omdat men met alle boeren overeenstemming moet zien te bereiken, ofwel hen moet uitkopen. Men tracht ook de graslanden te verschralen, wat gunstig is voor de zeldzame plantengroei.

## Flora en Fauna
De flora omvat veel typische soorten van het elzenzegge-elzenbroekbos zoals hop, bitterzoet, berkenzwam, zwarte zegge, dotterbloem en zenegroen. Op een klein orchideeënweitje in het hart van het gebied vinden we soorten als grote ratelaar, blauwe knoop, gevlekte orchis, grote boterbloem en ronde zonnedauw.
Tot de vogels die hier voorkomen behoren: grasmus, gekraagde roodstaart, roodborsttapuit, ijsvogel, boomklever, fluiter, havik en sperwer. Dit zeer rustige gebied is ideaal om reeën te gaan kijken.

## Nabijgelegen natuurgebieden
Ten noorden van de Goorkens ligt het Groot Goor, ten oosten ligt de Herselse Heide en ten zuiden de Lieropsche Heide. Direct ten westen van het gebied ligt het dorp Mierlo.

## Externe bron
- Phlip Bossenbroek e.a.: Het land van Peel en Maas, 1996. Uitgeverij: Staatsbosbeheer. ISBN 90 802976 1 5, blz. 40-51.